# دشت اندر
دشت اندر یک منطقهٔ مسکونی در ایران است که در دهستان شال واقع شده‌است. دشت اندر ۴۷ نفر جمعیت دارد.